# Vincetoxicum jacquemontianum
Vincetoxicum jacquemontianum är en oleanderväxtart som först beskrevs av Decne. in Jacquem., och fick sitt nu gällande namn av Karl Heinz Rechinger. Vincetoxicum jacquemontianum ingår i släktet tulkörter, och familjen oleanderväxter. Inga underarter finns listade i Catalogue of Life.